# Itoshima
Itoshima (糸島市, Itoshima-shi) est une ville située dans la préfecture de Fukuoka, sur l'île de Kyūshū, au Japon.

## Géographie

### Situation
Itoshima est située à l'ouest de la préfecture de Fukuoka, au bord de la mer de Genkai. Le mont Rai se trouve au sud de la ville.

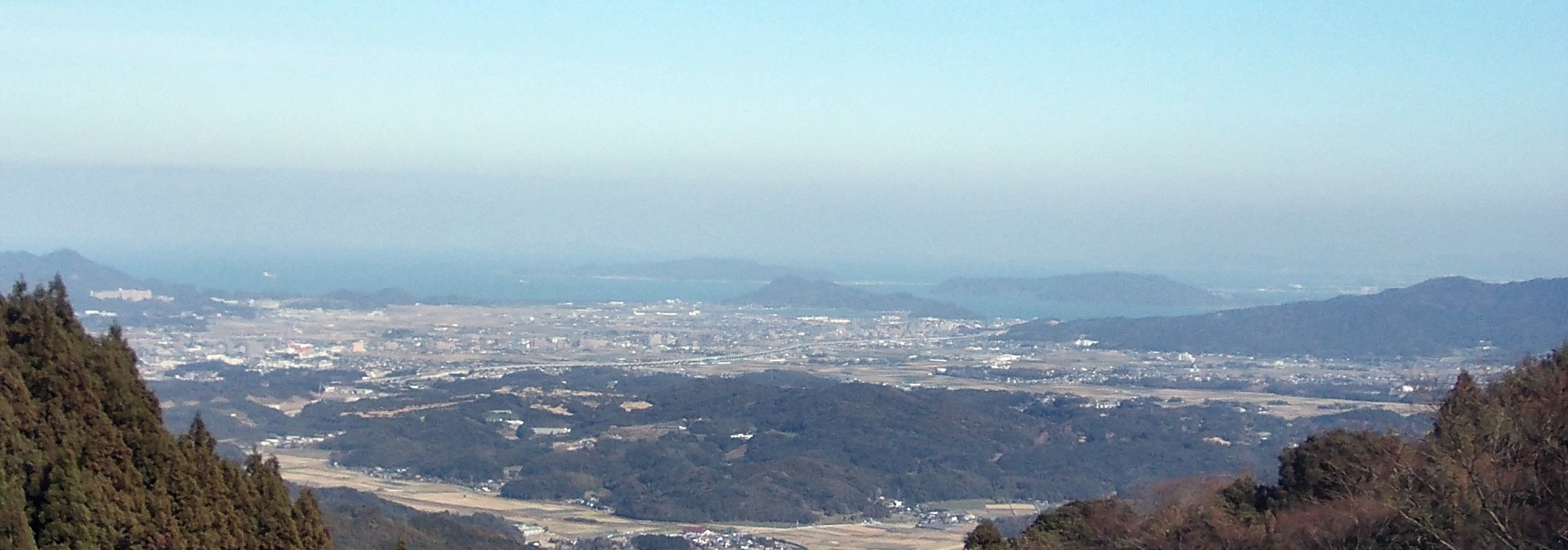
Panorama d'Itoshima.

### Démographie
En avril 2020, la population d'Itoshima s'élevait à 101 665 habitants, répartis sur une superficie de 215,70 km2.

## Histoire
La ville d'Itoshima a été créée en 2010 de la fusion de la ville de Maebaru et des bourgs de Shima et Nijō.

### Archéologie
Dans les années 1960, des perles de verre ont été trouvées lors de la fouille d'une tombe, identifiée comme pouvant être celle d'un roi d'Itokoku. En 2021, ces perles, ainsi que des perles similaires, retrouvées en Mongolie et au Kazakhstan, ont été analysées par des archéologues japonais, et il semble qu'elles ont toutes été produites sur les côtes de la mer Méditerranée à l’époque de l'Empire romain et acheminées par la route de la Soie jusqu'au Japon de l’ère Yayoi.

## Culture locale et patrimoine

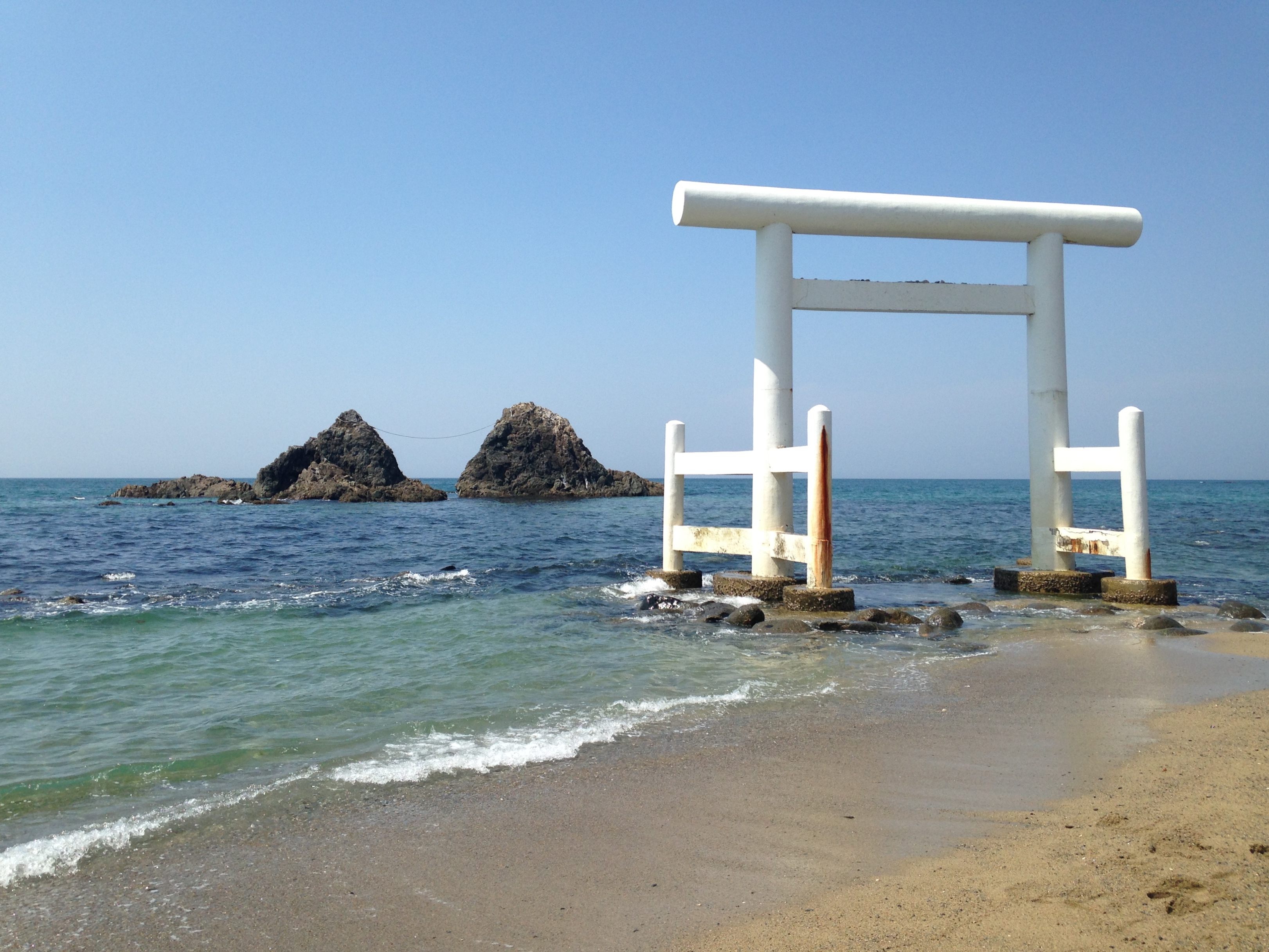
Torii de Futamigaura.

- Sennyo-ji
- Torii de Futamigaura

## Transports
La ville est desservie par la ligne Chikuhi de la JR Kyushu.